# Hieronim Gostyński
Hieronim Gostyński herbu Lubicz – podkomorzy czernihowski w latach 1767–1790, chorąży czernihowski w latach 1752–1767, stolnik nowogrodzkosiewierski w latach 1740–1752, podstoli nowogrodzkosiewierski w latach 1731–1740.
Był deputatem województwa wołyńskiego na Trybunał Główny Koronny w 1753 roku.